# 正翁寺
正翁寺（しょうおうじ）は、神奈川県横浜市栄区鍛冶ケ谷にある曹洞宗の寺院。山号は本郷山。

## 概要
創建年は不明だが、もとは真言宗の證菩提寺（栄区上郷町1864）の塔頭の1つで、現在正翁寺の本尊となっている虚空蔵菩薩を安置していた堂宇であり、室町時代後期（16世紀中頃）の1564年（永禄7年）に地元の大谷加右衛門により再興されたと伝わる。その後衰退するが、1615年（元和元年）に中興されたという。
寺伝によれば、前身を「正翁庵」といい、16世紀中頃に地元の大谷氏を開基者、聖月但公（しょうげつたんこう）を開山僧として開かれ、その後1601年（慶長6年）に大中寺（栃木県栃木市）の10世と、天嶽院（神奈川県藤沢市）の3世を兼務する韓嶺良雄（かんれいりょうゆう）によって寺格を昇格され、正翁寺を称したという。
境内には多くの石仏・石塔がある。また、寺自体とは無関係だが、この地（㹨川流域）は㹨川流域横穴墓群とよばれる古代横穴墓遺跡の密集地で、正翁寺境内裏にも正翁寺墓地裏横穴墓群（8基）があるが、現在は寺側が安全上の問題から横穴を隠し、詳しい場所は不明だという。
- 参道